# Elane
Elane est un groupe allemand de folk, originaire de Sauerland.

## Histoire
Elane est formé en 2001 par Joran et Markus Skoch (qui jouait également dans le groupe de viking metal Hel sous le nom de scène « Skaldir »). Les textes sont principalement en anglais. Il existe plusieurs chansons en allemand (par exemple Licht, Elfennacht et Abendruf), un morceau chanté en latin (Deae Noctis) et un avec des paroles en elfique (Nen ar Tasar (You See)). Les albums du groupe sont créés dans les studios Kalthallen et produits par Markus Skroch et Nico Steckelberg. 
Elane se produit entre autres au Wave-Gotik-Treffen et au M'era Luna Festival. Le groupe publie des albums studio depuis 2004. En décembre 2005, ils font une tournée en Allemagne avec la formation américaine Unto Ashes. En 2007, Elane donne plusieurs concerts avec Faun et In the Nursery, ainsi qu'une tournée en Allemagne avec Dornenreich et Neun Welten. En 2008, Elane fait une tournée en Allemagne, en Suisse et en France avec le groupe Qntal.

## Collaborations
Le groupe collabore souvent avec d'autres artistes. Pour leur album Arcane, sorti en 2011, ils collaborent avec l'écrivain allemand Kai Meyer. L'album contient exclusivement des morceaux de musique qui traitent de thèmes et de personnages des romans de Meyer. Le groupe poursuit ce concept en 2016 sur son mini-album More Stars et sur l'album Arcane 2 (2017). En tant qu'artiste invité, l'auteur et réalisateur de pièces radiophoniques Marco Göllner prononce un passage des paroles de la chanson The Wave Walkers sur Arcane 2. L'adaptation par Göllner d'une pièce radiophonique sur le roman Loreley de Kai Meyer fait également appel à la musique d'Elane. 
Le concept des albums Arcane et Arcane 2 est né par hasard. Après que l'auteur et le groupe se soient rencontrés personnellement lors d'un concert d'Elane, l'idée d'une collaboration est née. 
Joran Elane dirige depuis 2014 un projet solo homonyme. Sur son premier album Glenvore, elle collabore avec quelques musiciens invités, parmi lesquels Lady Morte (chanteuse du groupe pagan Trobar de Morte).
Comme autre collaboration artistique, on peut citer la participation musicale des membres du groupe aux albums de Paul Roland Pavane et Nevermore. Paul Roland a lui-même écrit quatre démos pour le premier album d'Arcane, mais elles ne sont pas utilisées pour des raisons stylistiques. Par la suite, elles sont publiées par Roland sur son album Demos. En 2020, Paul Roland publie son album studio Lair of the White Worm. Pour cet album, Nico Steckelberg compose quatre « interludes » exclusifs, tandis que Joran Elane contribue au chant de plusieurs des morceaux.
En collaboration avec l'auteur de jeux Michael Menzel, le groupe développe la bande-son du deuxième volet de la série de jeux de société Die Legenden von Andor. Le livre audio Die Legenden von Andor - Das Lied des Königs de Stefanie Schmitt est introduit par le morceau Celeste d'Elane. En 2017, le groupe produit une autre bande-son pour la série de jeux, qui est incluse sous forme de CD dans le coffret bonus de Die Leden von Andor publié en 2017. En 2019, le groupe publie un album de musique indépendant, composé de morceaux individuels de la série de jeux. Le livret de l'album Legends of Andor est orné d'illustrations de Michael Menzel, qui a également réalisé les illustrations de couverture des trois singles de l'album.
Elane est présent en tant que musicien invité sur le premier album du groupe de pagan folk Vitae.
Joran Elane assure les voix principales de la chanson Save the Light pour le projet solo Two Words in Japanese de Nico Steckelberg, et Joran réalise le clip homonyme. Depuis 2021, Joran Elane coopère avec Paul Landry (producteur de rock new age/progressif du Royaume-Uni) sous le nom « Elenniyah ».
La violoncelliste britannique Anna Stuart (Royal Philharmonic Orchestra) joue du violoncelle dans plusieurs chansons du groupe depuis 2017. Sur une photo du groupe pour l'album Blackvale (2023), elle apparaît pour la première fois avec les musiciens permanents du groupe Elane.

## Discographie

### Albums studio
- 2004 : The Fire of Glenvore (Kalinkaland Records)
- 2004 : The Fire of Glenvore (brasilianische Edition) (Hellion Records Sao Paulo)
- 2006 : Lore of Nén (Distinct Music, Omniamedia)
- 2008 : The Silver Falls (Curzweyhl, Omniamedia / Rough Trade)
- 2011 : Arcane (Curzweyhl, Rough Trade)
- 2017 : Arcane 2 (Elane Music, Alive)
- 2019 : Legends of Andor - Original Board Game Soundtrack (Elane Music, Alive)
- 2022 : Blackvale (Elane Music, Alive)

### Singles et EP
- 2005 : Love Can't Wait E.P. (Kalinkaland Records)
- 2016 : More Stars E.P. (Elane Music, Alive)
- 2018 : Silent Night (Elane Music, Alive)
- 2019 : The Vigilant Woods (Elane Music, Alive)
- 2019 : River Narne (Elane Music, Alive)
- 2019 : Theme from „Journey to the North“ (Elane Music, Alive)
- 2019 : Ach, bittrer Winter (Elane Music, Alive)
- 2020 : My Guardian of Dawn (Elane Music, Alive)
- 2020 : Keyhole (Elane Music, Alive)
- 2020 : Something Else (Elane Music, Alive)
- 2021 : Sternenwind (Elane Music, Alive)
- 2021 : Scarborough Fair (Elane Music, Alive)
- 2021 : The Great Wall (Elane Music, Alive)
- 2023 : Soundtracks Vol. 1 E.P. (Elane Music, Alive)[12]

### Démos
- 2001 : Der Nachtwald

### Clips
- 2005 : Trace of the Flames
- 2005 : Yanyana - My Sanctuary
- 2009 : Paperboat and Silverkite
- 2014 : My Ivory Fairy
- 2018 : Sabatea's Song (You Are the Princess)
- 2020 : Something Else

### Bande-son
- 2015 : Die Legenden von Andor – Die Reise in den Norden / Into the North (Original Score) (Elane Music, KOSMOS Verlag)
- 2017 : Andor – Soundtrack by Elane (Original Score) (Elane Music, KOSMOS Verlag)